# Игнатович, Андрей Сергеевич
Андрей Сергеевич Игнатович (бел. Андрэй Сяргеевіч Ігнатовіч; род. 2 мая 2003, Могилёв) — белорусский футболист, вратарь могилёвского «Днепра».

## Карьера

### «Днепр-Могилёв»
Воспитанник футбольной академии столичного РУОРа. В июле 2020 года футболист перешёл в «Минск», где стал выступать за юношескую команду клуба. В начале 2021 года футболист перешёл в могилёвский «Днепр», отправившись в распоряжение второй команды клуба «Днепр-Юни» во Вторую лигу. В конце июля 2021 года футболист был переведён в основной состав клуба. Дебютировал за клуб 18 сентября 2021 года в матче против «Лиды». В дебютном сезоне провёл за клуб 2 матча в чемпионате.
В начале 2022 года могилёвский клуб был в Высшую лигу, а сам футболист начал сезон в дублирующем составе. Первый матч в сезоне сыграл 23 июня 2022 года в рамках Кубка Беларуси против витебского «Газовика». Дебютный матч в чемпионате футболист сыграл 20 октября 2022 года против гродненского «Немана», выйдя на замену на 87 минуте. По итогу сезона футболист провёл за клуб 4 матча во всех турнирах, однако занял последнее итоговое место и вылетел в Первую лигу.
Новый сезон футболист начал с матча 2 апреля 2023 года против «Орши». Однако закрепиться в основной команде у футболиста не получилось, вскоре присев на скамейку запасных. На протяжении всего сезона футболист продолжал выступать в могилёвской клубе в роли резервного вратаря, проведя 6 матчей во всех турнирах. По итогу сезона футболист вместе с клубом стал серебряным призёром Первой лиги, получив прямое повышение в Высшую лигу.

#### Аренда в «Оршу»
В феврале 2024 года футболист на правах арендного соглашения присоединился к «Орше» до конца сезона.

## Международная карьера
В январе 2020 года футболист вместе с юношеской сборной Беларуси до 17 лет отправился выступать на Кубок Развития. Стал победителем турнира, где в финале сборная одержала победу в серии пенальти против Таджикистана.

## Достижения
Сборная Беларуси (до 17 лет)
- Обладатель Кубка Развития: 2020